# Gerhard Praschak
Gerhard Praschak (* 1951 in Traismauer; † 26. April 1997 in Wien) war ein österreichischer Bankmanager (Direktor der Kontrollbank). Die von ihm vor seinem Suizid im April 1997 an verschiedene Medien und politische Parteien versandten Aufzeichnungen über politische Einflussnahme bei Postenbesetzungen im Bankensektor sowie über angebliche Steuerhinterziehungen sorgten für Aufsehen. Vor allem wird darauf das Auffliegen des Lombardclubs zurückgeführt.
Praschak war zuvor Sekretär von Bundeskanzler Franz Vranitzky gewesen.